# Irond Records
Irond Ltd (А́йронд) — российский музыкальный лейбл, издающий музыку в жанрах рок, метал, готика и некоторых других.
Компания основана в 2000 году. К 2005 году лейбл стал одной из крупнейших компаний в России по изданию металлических альбомов. Лейбл издаёт как отечественную метал-музыку, так и зарубежную (по лицензии партнёров). С 2012 года Irond выпускает преимущественно альбомы российских музыкальных коллективов, однако время от времени издаёт и альбомы иностранных групп.
На лейбле Irond издаются Stillife, Butterfly Temple, Catharsis, Cemetary, Demons of Guillotine, Dvar, Everlost, Forgive-Me-Not, Galathea, Gorefest, Grave, Grenouer, Scartown, Ten tonn hammer, The Arrow, Verminous Mind, Андем, Д.И.В.А., Дорога Водана, Каира, Моби Дик, Невидь, Сергей Маврин, Armaga, HMR, Fiend, TERRA inc., Центр тяжести и другие исполнители.
Партнёрами компании за рубежом являлись такие независимые лейблы, как Nuclear Blast, Napalm Records, Trisol Music Group, Moon Records, Relapse Records, Spinefarm Records — всего более восьмидесяти.
Лейбл сотрудничал с радиостанциями «Эхо Москвы» и Радио Юность, журналами Fuzz, M, Rockcor, In Rock и другими изданиями. Irond также оказывал помощь журналу DarkCity в выпуске первых номеров, после чего журнал и лейбл продолжили сотрудничество: логотип журнала стоит на всей продукции лейбла.